# Leopoldine Wittgenstein
Leopoldine Maria Josefa Wittgenstein (rozená Kallmus; 14. března 1850 Vídeň – 3. června 1926) byla manželka továrníka Karla Wittgensteina, jejíž portrét byl předlohou loga Hutí Poldi v Kladně, logo používaly také místní sportovní kluby. Matka filosofa Ludwiga a klavíristy Paula Wittgensteina.

## Život
Nadaná klavíristka Leopoldina Kallmusová se narodila do pražské židovské rodiny, která dříve přestoupila na katolicismus. V třiadvaceti letech se v Dubí u Teplic seznámila s Karlem WIttgensteinem, vídeňským inženýrem, později velkopodnikatelem, ocelářským magnátem a hudebním mecenášem. Od prvního setkání je spojovala především záliba ve hře na klavír. V září roku 1873 se zasnoubili a 14. února příštího roku uzavřeli manželství ve svatoštěpánské katedrále ve Vídni.
Na její počest pojmenoval v roce 1889 Wittgenstein nově založenou kladenskou huť Poldina. Ta měla navíc od roku 1894 ve znaku profil Leopoldiny hlavy s pěticípou hvězdou symbolizující člověka a jeho schopnosti.
Manželé se po svatbě na rok odstěhovali do Teplic, kde založili rodinu, v níž Karl vládl přísně, stejně jako ve svých firmách. Poté se přestěhovali do vlastní vily ve Vídni — Meidlingu. Později si na předměstí Vídně dali postavit funkcionalistický Palác Wittgenstein (v dnešní Argentinské ulici), který pro ně projektoval Josef Hoffmann (také architekt staveb v Kladně).
Leopoldina zemřela roku 1926, třináct let po manželovi. Byla pohřbená ve společné rodinné hrobce Wittgensteinů ve Vídni.
Narodilo se jim devět dětí
- Hermine "Mining" (1874 Teplice – 1950 Vídeň)
- Dora (* 1876, † po narození)
- Johannes "Hans" (1877–1902 Cheasepeake Bay, USA) pravděpodobně sebevražda
- Konrad "Kurt" (1878 Vídeň – 1918), sebevražda
- Helene "Lenka" (1879 Vídeň – 1956), svobodná
- Rudolf "Rudi" (1881 Vídeň – 1904), sebevražda
- Margaret Anna Maria "Gretl" (1882 Neuwaldegg – 1958 Vídeň)
- Paul (1887 – 1961 New York), po válečném zranění z roku 1914 přišel o pravou paži a v USA byl unikátním jednorukým klavíristou
- Ludwig Josef Johann "Lucki" (1889 Vídeň – 1951 Cambridge), filosof.

## Galerie

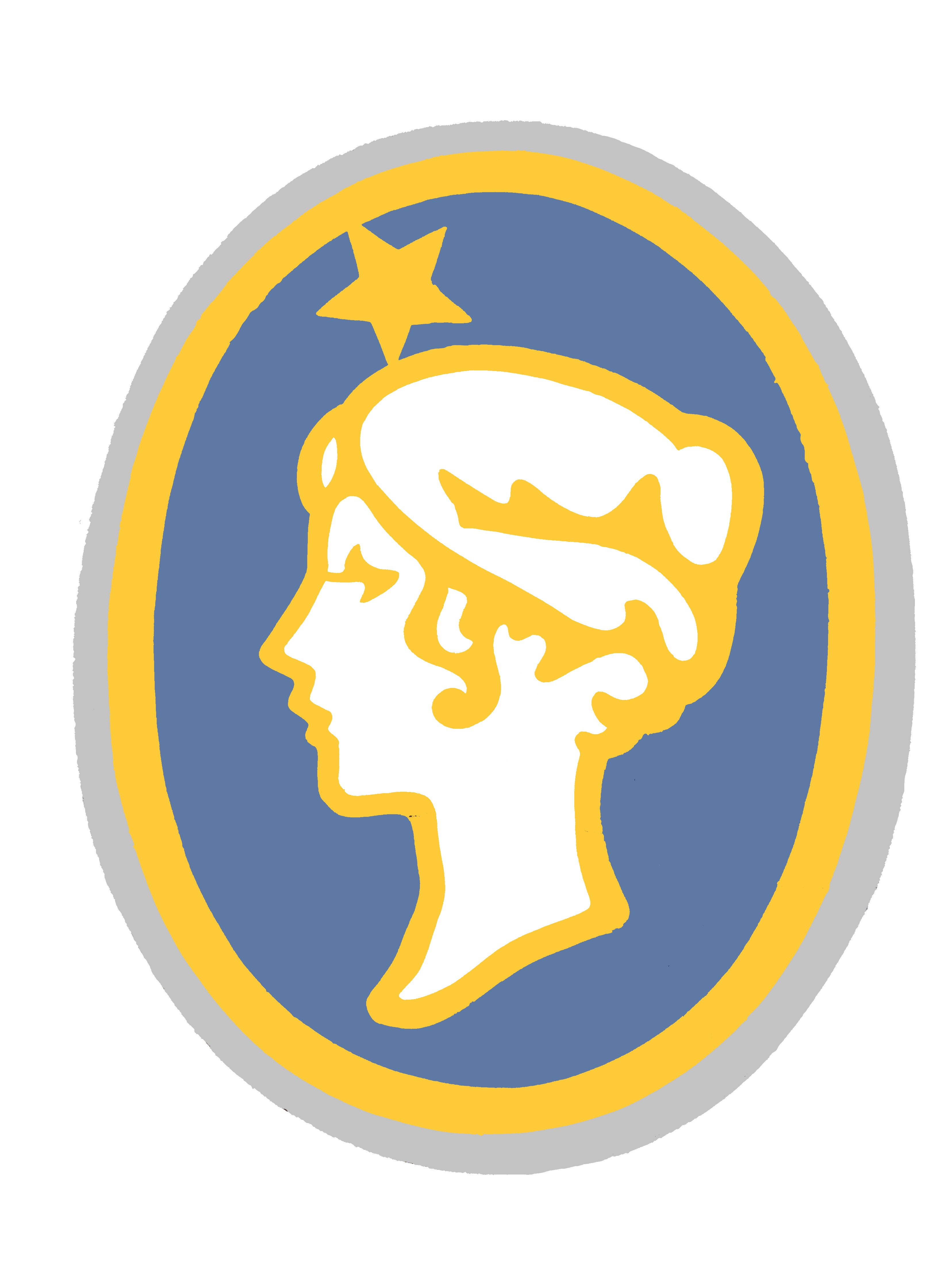
Logo Poldi v Železničním muzeu v Lužné u Rakovníka
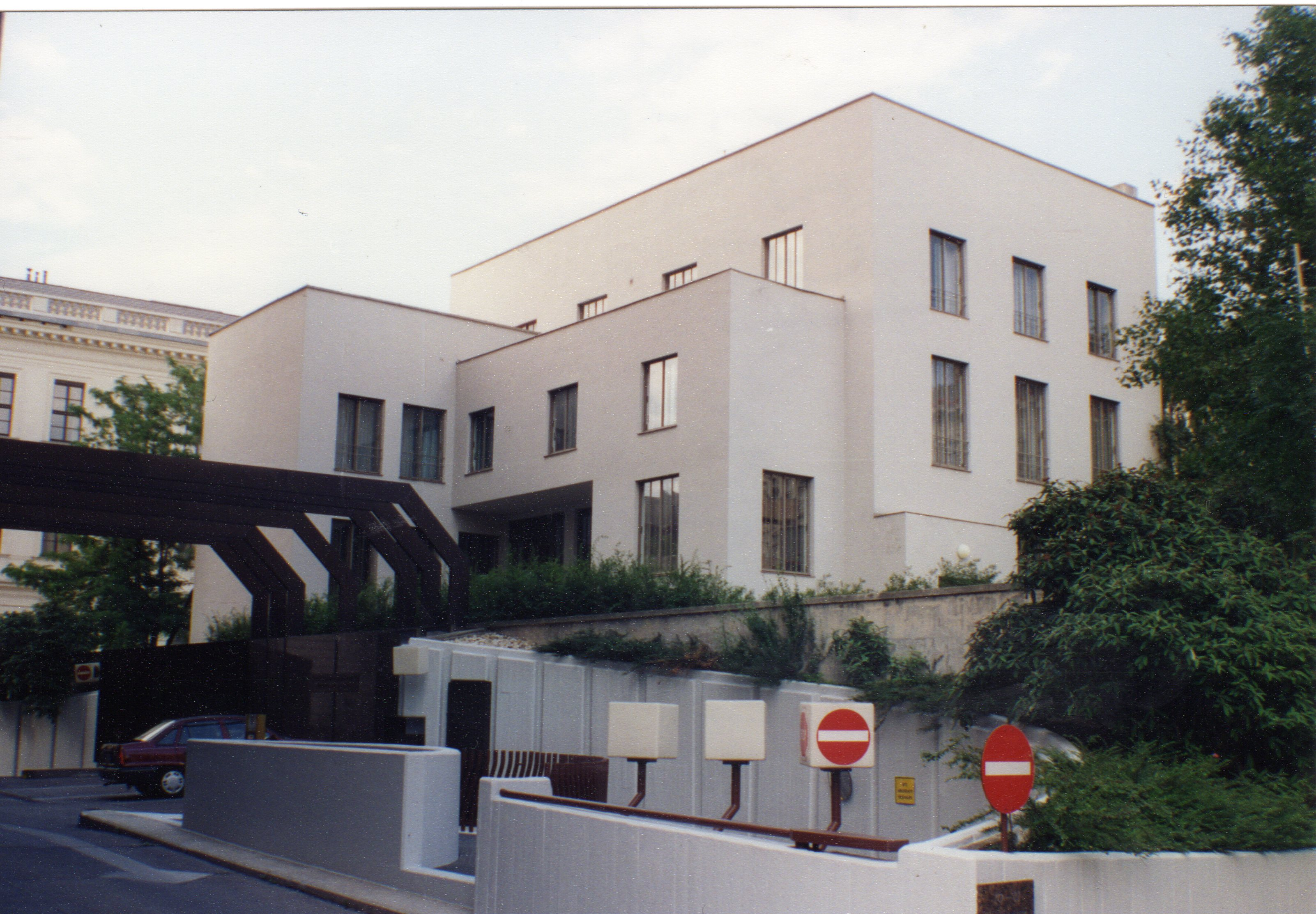
Palác Wittgenstein ve Vídni
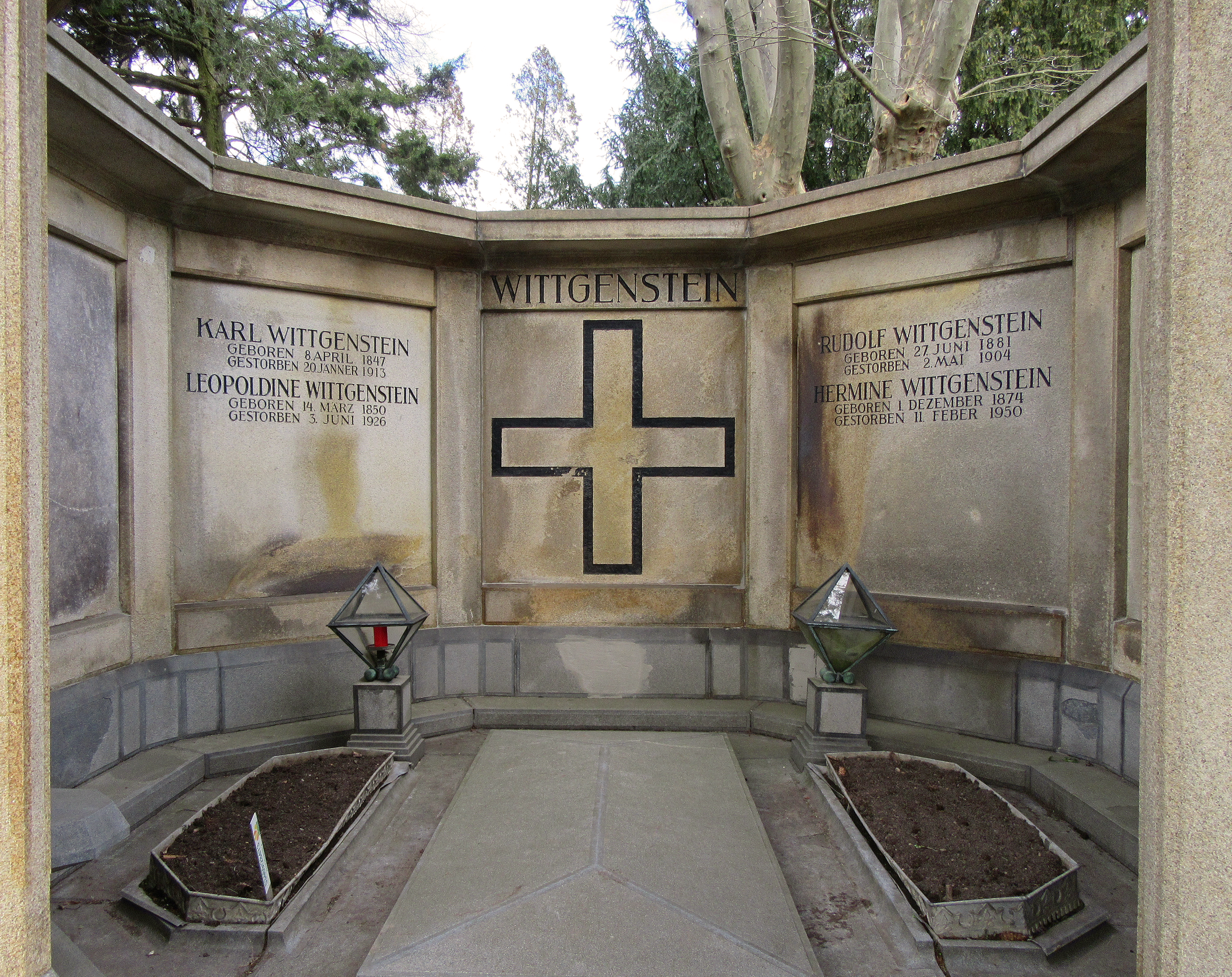
Rodinná hrobka Wittgensteinů na Vídeňském centrálním hřbitově
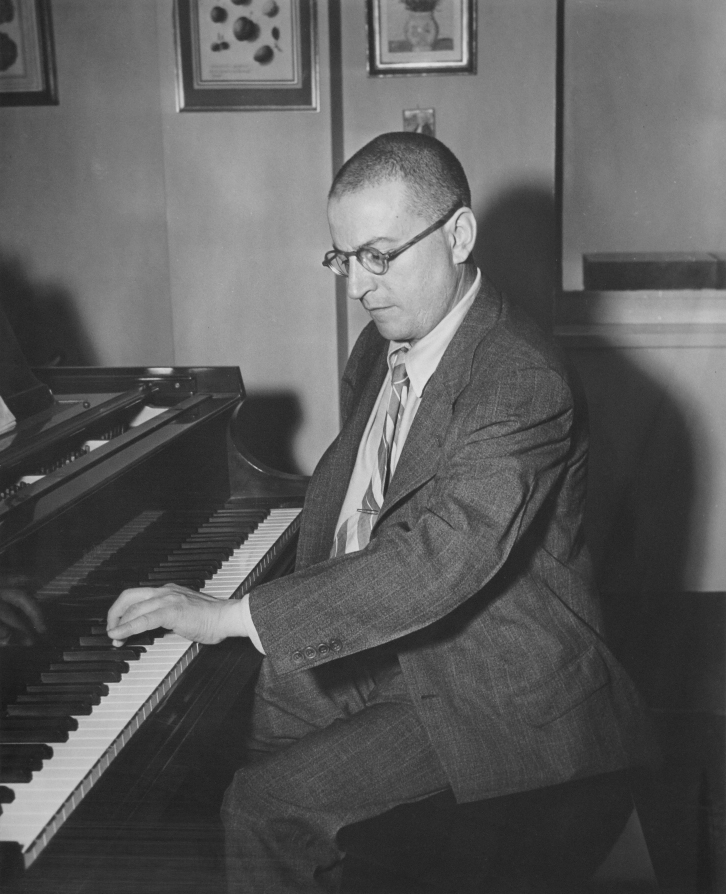
Klavírista Paul Wittgenstein
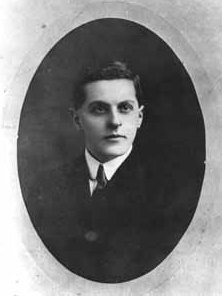
Filozof Ludwig Wittgenstein